# 山田丈夫
山田 丈夫（やまだ たけお、1904年〈明治37年〉3月31日 – 1971年〈昭和46年〉1月19日）は、日本の弁護士・実業家。

## 経歴

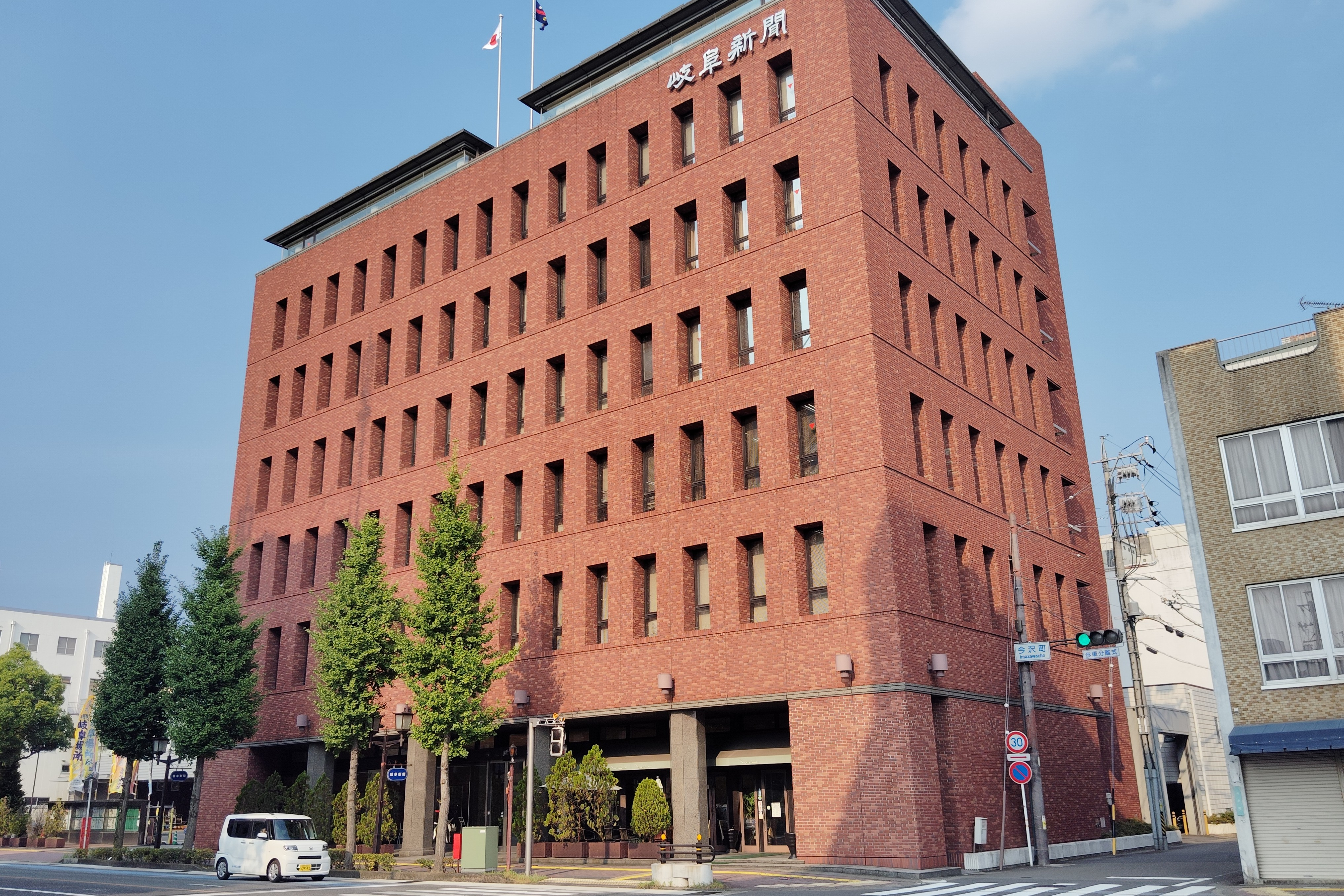
社長を務めた岐阜新聞社

### 青年期
1904年（明治37年）3月31日、岐阜県岐阜市に生まれた。岐阜県岐阜中学校の同期には、岐阜市長を務めた松尾吾策などがおり、松尾とは大学も一緒だった。

### 弁護士として
1927年（昭和2年）に明治大学法学部を卒業し、1928年（昭和3年）に弁護士を開業した。1943年（昭和18年）には岐阜県弁護士会会長に就任した。

### 実業家として
1946年（昭和21年）、『東海夕刊新聞』を創刊して自身が社長に就任した。1954年（昭和29年）、『岐阜タイムス』（現・『岐阜新聞社』）の社長に迎えられると、1959年（昭和34年）には社名を岐阜日日新聞社に変更し、1960年（昭和35年）には紙名を『岐阜日日新聞』に変更した。
1962年（昭和37年）、ラジオ岐阜を開局した。1967年（昭和42年）、岐阜テレビ（現・岐阜放送）を開局した。1971年（昭和46年）1月19日、アメリカ合衆国のハワイで死去した。死後には正五位に叙せられ、勲三等瑞宝章を受章した。